# Haplogonaria elegans
Haplogonaria elegans är en plattmaskart som beskrevs av Faubel 1976. Haplogonaria elegans ingår i släktet Haplogonaria och familjen Haploposthiidae. Inga underarter finns listade i Catalogue of Life.